# Jintara Poonlarp
Jintara Poonlarp (în thailandeză จินตหรา พูนลาภ, n. 6 martie 1969, Districtul Kaset Wisai, Provincia Roi Et, Thailanda) este o actriță și cântăreață thailandeză.

## Tinerețe
Jintara Poonlarp s-a născut pe 6 martie 1969 într-o familie săracă din provincia Roi Et, și-a început cariera muzicală în 1987, colaborând cu GMM Grammy, o casă de discuri tailandeză, până în 2008.

## Discografie

### Album
- Took lauk auk rong rian (ถูกหลอกออกโรงเรียน)
- Wan puean kian jot mai (วานเพื่อนเขียนจดหมาย)
- Rai oi khoi rak (ไร่อ้อยคอยรัก)
- Songsan huajai (สงสารหัวใจ)
- Uaipon hai puean (อวยพรให้เพื่อน)
- Mor Lam Sa On+Luk Thung Sa on 1st-14th (หมอลำสะออน+ลูกทุ่งสะออน ชุด 1-14)
- Jintara Krob Krueang 1st-9th (จินตหราครบเครื่อง ชุด 1-9)

### Single-uri
- Tao Ngoy (เต่างอย)[4]
- Phak Dee Tee Jeb (ภักดีที่เจ็บ)[5]
- Pha Mai Aai Lueam (ผ้าไหมอ้ายลืม)